# Racer og monstre i Dungeons & Dragons
I bordrollespillet Dungeons & Dragons spiller fantasivæsner, herunder fabeldyr, drager, uhyrer og monstre, en væsentlig rolle, og der findes i hundredvis af forskellige slags. Under ét betegnes fantasivæsnerne ofte som "racer" eller monstre. Racerne og monstrene kan inddeles i mange kategorier, og på mange måder, men kategorierne menneskelignende racer (demi-humans) og humanoide racer (humanoids) er vigtige. Som udgangspunkt, er det kun mennesker og de menneskelignende racer som er tilgængelige som spilkarakterer, men nogle valgfrie regelsupplementer udvider dog mulighederne.
I Dungeons & Dragons anses mennesker som regel for at være den mest udbredte af racerne, men i de fleste bøger om racer og monstre i D&D, beskrives mennesker og deres kultur ikke nærmere.

## Spilverdener
De spilverdener der knytter sig til Dungeons & Dragons, herunder Forgotten Realms, Greyhawk og Mystara, har ofte forskellige varianter af de klassiske D&D racer og monstre. De har en smule anderledes karakteristika, historie og udseende. Mange af spilverdenerne rummer herudover helt særlige racer og monstre som er unikke for dem. Det gælder f.eks. racerne Genasi, Shadar-kai og Kir-lanan i Forgotten Realms, eller Kender, Irda og Kyrie i Dragonlance. Alle disse særlige varianter og ekstra racer og monstre beskrives ikke her.

## Mennesker
I Dungeons & Dragons anses mennesker som regel for at være den mest udbredte af racerne, men i de fleste bøger om racer og monstre i D&D, beskrives mennesker og deres kultur ikke nærmere. Data for menneskers højde, vægt, alder og professions-muligheder med videre, findes i "Player's Handbook", én af de tre grundbøger til D&D spillet. Alt efter hvilket spilunivers man spiller i, kan mennesker have forskellig træk, udseende og etnicitet, men alt det beskrives i særlige udgivelser knyttet til de pågældende spilverdener.
Mennsker indgår dog i både "Monster Manual" (1977) til AD&D og "Monstrous Manual" (2000) til AD&D 2nd edition. Her er der data for alverdens mennesketyper som spillerne kan møde på deres vej, heriblandt røvere, pirater, hulefolk, nomader, landmænd, handelsmænd og alt derimellem. Der er også regler for hvordan Dungeon Masteren kan bygge NPC'er over mennesker med forskellige professioner og baggrunde og de regler udbygges yderligere i grundbogen "Dungeon Masters Guide" til begge udgaver af AD&D.

## Kategorier
De menneskelignende racer (demi-humans) omfatter elvere, dværge, gnomer og halflings, da disse racer minder psykologisk og fysiologisk meget om mennesker. De humanoide racer (humanoids) er en meget stor gruppe, som omfatter alle væsner med overvejende humanoide træk. Denne kategori inkluderer således både mennesker og de menneskelignede racer, men også gobliner, trolde, kæmper og øglefolk eksempelvis. Eksempler på monstre og fabeldyr som ikke er humanoide, er Drager, Enhjørninge, Rust Monster og Black Pudding.

## Demi-humans
De menneskelignende racer (demi-humans) er en relativ lille gruppe, men de er talrige og som regel er det dem der, sammen med mennesker, dominerer alle civiliserede områder. Her bygger de byer, paladser og storslåede kulturer.
Da demi-humans som udgangspunkt er tilgængelige for spilkarakterer, beskrives de - ligesom mennesker - først og fremmest i "Player's Handbook". Her er data for højde, vægt, alder, særlige evner, udseende med mere. Flere af de menneskelignende racer har dog også nogle mere sjældne og vilde undertyper, såsom grå dværge (duergar), deep gnomes (svirneblin) og mørkelvere (drow), og de beskrives i større detalje i Monster manualerne.
Kategorien demi-humans omfatter følgende væsner:

### Dværge
Dværge (Dwarf, Dwarves) er et lille, sejlivet og robust folkefærd. De er kun omkring 131–149 cm høje, men vejer typisk 73–100 kg. Ligesom mennesker har dværge en bred vifte af hud-, øjen- og hårfarver. De er en traditionsbundet race med særlige evner indenfor udvinding og forarbejdning af sten og metaller; dværgsmede er legendariske og deres våben og smykker er højt værdsatte. Metallerne udvinder de fra bjergene, og jordens dyb, her organiserer de sig i klaner, graver store komplekse miner og bygger imponerende bysamfund og kongeriger. Dværge er en langtlevende race, dog ikke helt som elvere, og de når fysisk modenhed noget senere end mennesker. En dværg er normalt betragtet voksen, når han eller hun når halvtredsårs alderen. Dværge ældes ligesom mennesker, men over en længere periode og er stadig i fuldt vigør efter de 150. De fleste lever længe nok til at opleve deres 200års fødelsdag og enkelte dværge bliver mere end 400 år.

### Elvere
Elvere (Elf, Elves) er en slank og atletisk race, de fleste en smule mindre end mennesker. De modnes også i nogenlunde samme takt som mennesker, selvom de normalt betragtet ikke er forbi ungdomsårene før de når 110 års alderen. I modsætning til mennesker, ændrer elveres udseende sig ikke dramatisk med alderen, dog kan håret blive mørkere eller gråt med tiden. De fleste elvere forbliver sunde og fulde af liv indtil deres død, hvilket aldersmæssigt indtræffer efter to til ni århundreder.
De findes en del underracer blandt elverne og nogle spiluniverser har sine helt egne. I Forgotten Realms er Måneelver den mest oplagte type for spilkarakterer blandt elverracerne.

### Gnomer
Gnomer (Gnome, Gnomes), eller det glemte folk som de undertiden kaldes, er små humanoide skabninger kendt for deres nysgerrighed, tekniske dygtighed og excentriske sans for humor. De har ikke nogen stor, åbenlys indflydelse på verdens gang, og bliver derfor ofte overset, men påvirker derimod verden i det små eller usynlige med deres listighed og affinitet for illusions magi. Gnomer er godt halvt så store som mennesker, men mindre end halvlange. Men mens halvlange almindeligvis ligner små mennesker, er gnomer mere at sammenligne med elvere - med hvem de deler de spidse ører og høje kindben - og dværge - med deres tendens til at gro skæg og leve under jorden. Gnomer har en meget lang levetid, og lever ofte lige så længe som elvere, hvilket vil sige at mere end tre århundreder ikke er ualmindeligt og fem århundreder ikke umuligt. Generelt når gnomer modenhed i fyrreårs alderen, men udviser i modsætning til elvere en større grad af aldring. Efter en gnom har passeret sit første århundrede, begynder deres hår at blive gråt og huden begynder at rynke, som hos mennesker og dværge. Selv de ældste gnomer bevarer dog en vitalitet, der ville være overordentlig usædvanlig blandt mange af de yngre racer.

### Halflings
Halvlange (halvling, Halfling, og nogle gange Hobbit) er menneskelignende væsner, omkring halvt så store som mennesker, som halvlinge kalder "det store folk" Gennemsnitshøjden er 94,5–128 cm og de vejer 34–39 kg. På mange måder ligner halvlinge små mennesker og har som regel de samme proportioner (hovedstørrelse osv.) som et typisk voksent menneske. De fleste halvlinge har mørkt hår og øjne, og har en rødmosset hudtone uanset deres hudfarve, som kan være lige så forskellig som menneskers. Næsten alle mandlige halvlinge er ude af stand til at anlægge et større skæg, dog har mange lange bakkenbarter. Deres frisurer er ofte komplekse; flettet og vævet sammen med tråde. Halvlinge har en livslængde sammenlignes med, men lidt længere end menneskers. En halvling er typisk betragtet som en voksen i starten af tyverne og nogle lever til at blive 150.

### Blandingsracer
I Dungeons & Dragons kan elvere og orker få børn med mennesker. Disse børn betegnes som halv-elevere og halv-orker og har nogle særlige karakteristika. Der findes også andre eksempler på blandingsracer, men de er sjældent tilgængelige son spilkarakterer. Med D&D 3.5e fra 2003, og især D&D 4e fra 2008, kom der flere blandingsracer til, heriblandt planetouched, halvdrager og bloodlines.

#### Halvelver
Halvelver (half-elf) defineres normalt som et humanoidt væsen født ved foreningen af en elver og et menneske. De er betydeligt mere udholdende og lidenskabelige end både elvere og mennesker, men føler sig ofte isolerede, alene, og uden for fællesskabet, uanset om de er vokset op blandt mennesker eller elvere. Da det tager halv-elvere omkring 20 år at nå voksenalderen, modnes de relativt hurtigt i forhold til elvere, så elvere syntes ofte at halv-elvere ligner mennesker. Halvelvere modnes dog i et langsommere tempo end mennesker og kan leve i over 180 år. Gennemsnitshøjden er omkring 168–189 cm, hvilket generelt set gør halv-elvere større end elevere og kun lidt kortere end mennesker. Vægten er normalt 59–86 kg, hvilket gør halvelvere tungere end elvere, men væsentligt lettere end mennesker.
Halvelveres ører er på størrelse med menneskers, men har ligesom elveres spidse ender. Som mennesker, kan halvelvere have et bredt udvalg af hudfarver, men nogle træk er nedarvet fra deres elver ophav, såsom en tendens til metallisk hudtone og elveragtige hårfarver, herunder sølvhvid, kobber og bleggult. I modsætning til fuldblodselvere, kan mandlige halvelvere gro skæg og gør det ofte for at adskille sig fra sin elverafstamning. De benytter normalt stilen og frisurer fra den kultur hvori de er opvokset, dog er det ret almindeligt for halvelvere der rejser blandt mennesker at bære elvertøj for at vise stolthed over deres dobbelte ophav.

#### Halvork
Halvorker (half-orc) er humanoide væsner, som er af både menneskelig og orkisk afstamning. Kombinationen af orkernes fysiske styrke og menneskers smidighed, kan gøre halvorker til formidable individer. De bliver ofte undgået i både menneskers og orkers samfund, om end af forskellige grunde. Gennemsnitshøjden er 180–195 cm og vægten 70–102 kg, hvilket generelt set gør dem lidt højere og kraftigere end mennesker. De fleste halvorker har grålig hud, ører på størrelse med menneskers, men med spidse ender som hos orker, en fremskudt underkæbe med fremtrædende spidse hjørnetænder, dog betydeligt mindre end en fuldblods-orks hugtænder, og en skrånende pande. Halvorker har en kortere livslængde end mennesker og når modenhed lidt tidligere, de lever sjældent længere end 75 år. I de fleste kulturer oplever halvorker fordomme imod dem. Mennesker ser ofte ned på dem som simple bøller, og blandt orker bliver halvorker somme tider set ned på som svagere skabninger, på trods af at de har en tendens til at klare sig bedre. De fleste orker erkender kun modstræbende overlegenheden af en halvorks intellekt samt deres tilsvarende styrke. På grund af det, er det ikke helt usædvanligt for en halvork at stige til en magtfuld position blandt orker indenfor hans eller hendes stamme.

#### Planetouched
Planetouched er væsner der er i familie med en såkaldt outsider, skabninger som eksisterer i andre dimensioner. Eksempler på outsiders er guder, dæmoner, djævle og væsner fra elementarplanerne. Planetouched har arvet nogle af outsiderens egenskaber, og de varierer i karakter og styrke alt efter hvilken type outsider der er tale om og hvor mange slægtsled skabningen er fra outsideren.
- Deva

En Deva er et menneske som et sted i sit slægtstræ er blevet tilført et strejf af de himmelske dimensioner, oftest gennem nedstigning fra engle og andre gode skabninger, der kan producere afkom med mennesker. Deva'ers modsætning er Tieflings. Hvor de fleste deva'er straks bliver identificeret som sådanne, kan andre ikke skelnes så godt, måske endda dårligere end tieflings, fordi deva'erne ofte kun har ét specielt og specifikt karakteristika som adskiller dem fra almindelige mennesker. Særlige kendetegn som er svære at opdage ved første øjekast, kan være pupilløse grå, bleg-hvide eller gyldne øjne, eller fjer imellem deres sølvhår.
- Tiefling

En Djævling er et menneske som et sted i sit familietræ er de blevet tilført et strejf af de djævelske dimensioner, oftest gennem nedstigning fra djævle, dæmoner, onde guder eller andre der kan producere afkom med mennesker. Deres modsætning er Deva'er. Selv om djævlinge har onde forfædre, er djævlinge ikke selv disponeret for det onde og kan være lige så moralsk varierede som mennesker. Mens nogle ser ud som mennesker, stammer de fleste fysiske træk dog fra deres djævelske forfader, hvoraf de mest almindelige er horn, hale og spidse tænder. Nogle djævlinge har sorte, røde, hvide, sølv eller guld farvede øjne uden pupiller, mens andre har øjne der ligner menneskers. Tieflings modnes nogenlunde ligesom mennesker og bliver også lige så gamle.

## Humanoider (andre)
De humanoide racer og monstre inkluderer teknisk set demi-humans, men omfatter mange, mange flere. Her præsenteres et lille udvalg af de mest ikoniske.
De humanoide racer og monstre har hver især deres egen historie, kultur og plads i verden. Nogle af dem er næsten ligeså talrige som de menneskelignenede racer, men det varierer fra spilverden til spilverden.

### Dragonborn
Dragonborn er en gammel humanoid race, skabt af en dragegud langt tilbage i tiden, og de bærer tydelige træk fra de ægte drager i sig, herunder reptile hoveder, skæl og klør. Deres øjne har varierende farve mellem rød og guld, ikke ulig huden og skællene, som varierer fra skarlagenrød, over bronze og guld, til brun. Som andre humanoider, og drager, er dragonborn varmblodede væsner, men med en højere kropstemperatur end mennesker. De er også større, kraftigere og stærkere end mennesker, med en gennemsnitlig højde på lige godt 2 meter og en tilsvarende vægt på 140 kg eller mere. Dragonborn fødes som æg og er fuldt udvoksede allerede som 15 årige, med en forventet levealder på 80 år ligesom mennesker. De er meget dedikerede, perfektionistiske, og retskafne af natur, og dragonborns er som regel gode krigere. Fra deres drageforfædre, har dragonborns nedarvet evnen til at spy ild, syre, kulde eller lyn, dog med væsentlig mindre kraft end drager. De heler også hurtigt og kan tale dragernes sprog Draconian.
Dragonborn blev først introduceret med D&D 4e i 2008. Siden da har det været en officiel race for spilkarakterer.

### Gnoll
Gnolls er humanoide hyæner med et aggressivt og blodtørstigt temperament. De er mere end 2 meter høje og går oprejst på kraftige hyæne-ben med skarpe klør. Kroppen er mager, senet og stærk. Den er dækket af en rød-brun pels og ender i bestialske hyæne-hoveder med små intense gule eller sorte øjne. Ligesom hos hyæner, er skulder- og nakke-musklerne meget kraftige, så gnolls kan levere et kraftfuldt bid og tygge gennem knogler. De kan se i mørke, jager om natten, og har en god hørelse og lugtesans. Gnolls er chaotic evil af natur, og der er evige kampe og stridigheder i flokkene mens de drager rundt for at plyndre, dræbe og æde. At leve og angribe i flokke, giver den enkelte gnoll langt bedre muligheder for at overleve og klare sig, men deres fælles tilbedelse af dæmon-guden Yeenoghu, og de grufulde ritualer han kræver, holder også sammen på dem. Gnolls er kun en smule mere intelligente end de dyr de stammer fra, men ligesom hyæner er de snu med stærke instinkter og flokmentalitet. De taler deres eget sprog, og de mere intelligente individer, lærer sig nogle gange ork eller goblin sprog. Gnolls kæmper typisk med håndholdte våben og bærer primitive rustninger af læder eller ben, som de tager fra deres ofre.
Gnolls har været en del af D&D siden starten og ændrer sig kun lidt fra version til version. I tidligere versioner har gnolls tendens til at være lidt mere intelligente.

### Goblinoider
Goblinoider (goblinoids) betegner en gruppe af goblin-agtige væsner og inkluderer ægte goblins, hobgoblins og bugbears. De er alle humanoide, med flade ansigter, brede næser, spidse ører, og skarpe hugtænder, og kan se i mørke, men hver type har også egne karakteristika og særlige træk. Goblinoider lever i større klaner, med en daglig hakkeorden hvor styrke, snedighed og brutalitet bestemmer den sociale rangorden, og de er ikke sene til at snyde eller endda dræbe andre fra klanen, hvis de kan se en fordel ved det. Klanerne ledes ofte af nogle få bugbears eller hobgoblins, mens resten er almindelige goblins som er de letteste at dominere. Hobgoblins har tendens til at samle sig i større hær-enheder og er mere militante, bedre udrustede og organiserede end andre goblins. Alle typer goblins er småt begavede, men da de er både stærke og adrætte kan de i større grupper sagtens udgøre en stor fare. Goblinoider er fuldt udvoksede omkring 10-års alderen og har potentielt samme livslængde som halv-orker. Da de er en aggressiv og voldelig race, dør de fleste dog en brutal død inden de bliver 40 år gamle. Goblin klanerne lever af at plyndre og stjæle fra andre, men kun hvis de fornemmer de er stærke nok, ellers holder de sig væk.
- Goblin. Almindelige gobliner, eller ægte gobliner, er små, kun godt fire fod høje, og de mindste af goblinoiderne. De har en hældene pande, armene hænger næsten helt ned til jorden, og øjnfarven varierer fra rød til gul. Hudens farve varierer fra gul over orange nuancer til dyb rød, selvom gobliner også kan være grønne. Normalt har alle medlemmer af en stamme den samme hudfarve. Gobliner yngler meget hurtigt sammenlignet med mange andre racer, og de er da også de mest talrige af goblinoiderne. De sover om dagen og lever fortrinsvist i hulesystemer under jorden, så de kan undgå solens lys. Når gobliner mødes enkeltvis, anses de som regel ikke for andet end et irritationsmoment, men de færdes tit i større grupper og så kan de udgøre en væsentlig fare. Begrebet fair kamp er meningsløst i deres samfund. De foretrækker bagholdsangreb, sikre odds, beskidte tricks, at gå efter de svage, og bruger alle kneb de kan komme på. Når de endelig vinder en kamp, hoverer de højlydt og danser og synger i vilden sky. I kampe hvor odds er imod deres favør, forsøger de ofte at flygte eller overgive sig når de kommer i mindretal.[16]

Goblins træner tit dyr som ulve og store rotter, som de bruger til at holde vagt eller ride på. (se også goblin.)
- Hobgoblin. Hobgoblins er væsentlig større end gobliner, endda en smule større end de fleste mennesker, med en normal højde på lige under to meter og en tilsvarende vægt på over 120 kg. Derfor kan det heller ikke undre at de er stærke, udholdende og gode krigere. Hobgoblinernes kultur er meget militant, disciplineret og organiseret, og de er dygtige til at lave våben, rustninger og krigsmaskiner. Hobgoblins er ligeså uhumske som andre goblinoider, men de gør en dyd ud af at holde deres våben rene og skarpe, og så kan de godt lide tøj med stærke farver. I civilisationens grænseområder hærger hobgoblin stammernes hære og med deres strategiske sans, formår nogle generaler at kommandere orker, bugbears, ogres, hill giants og onde mennesker med i kamp. Hobgoblin hærene er frygtet, men ofte ligger stammerne i indbyrdes kamp med hinanden, og så har andre fred for en tid.

Som de mere civiliserede racer, kan hobgoblins træne dyr, og de bruger dem indimellem til transport (okser, heste) eller til at holde vagt (ulve). Selv rider de på trænede Worgs i kamp.
- Bugbear. Bugbears er de dummeste blandt goblinoiderne, men de er samtid de største og stærkeste, og så elsker de brutale blodsudgydelser. Med en højde på 7 fod, en stor, bred og muskuløs krop på 135 kg eller mere, er bugbears overordentligt stærke og farlige modstandere i kamp. Deres tykke hud er altid gullig, i varierende nuancer, mens deres øjne er grøn-hvide med purpurfarvede pupiller. Kroppen er - med undtagelse af hænder, fødder og ansigt - dækket af pels som er lysebrun til murstensrød i farven. Bugbears lever som regel blandt andre goblinoider; de små gobliner holder de som en slags slaver og hobgoblins truer de til at udlevere mad og ting de gerne vil have. Bugbears kan bestemt ikke lide at blive kostet rundt med, men får de mulighed for at smadre og ødelægge, underlægger de sig gerne en hobgoblin general. De er dog ikke ret pålidelige eller tapre.[3]

På trods af deres størrelse og klodsede bevægelser, er bugbears ret adrætte og de kan godt lide at snige sig ind på fjenden og lave overraskelsesangreb.
Goblins i alle afskygninger er klassiske D&D monstre siden spillets begyndelse i 70'erne. De har ændret sig lidt fra version til version, eksempelvis har de alle fået en del flere hit point med tiden, og de små goblins var i tidligere versioner Lawful Evil og mere organiserede. I AD&D og AD&D 2nd edition, eksisterede der en særlig art hobgoblins, kaldet Koalinth, som lever under vandet. Koalinth er grønne, og har gæller og svømmehud mellem tæer og fingre, men minder ellers meget om almindelige hobgoblins.

### Kæmpe
Kæmper (Giants) er en større gruppe af væsner med flere forskellige undertyper, men de bedste kendte er Ogres, Hill Giants og Stone Giants. Selvom alle kæmper er store humanoider med overmenneskelig styrke, er nogle typer mere end syv meter høje og med kræfter der kan overgå selv guderne. Ogres og Hill Giants er småt begavede, og da det er dem der angriber menneskenes byer, ofte i følge med orker og gobliner, har kæmper som race fået ry som dumme, brutale og onde. Flere slags kæmper er dog normalt begavede, nogle endda meget intelligente, og Storm Giants og Firbolg kæmper har ofte gode hensigter. Kæmper følger deres eget moralske kodeks, så de kan være svære at placere i de almindelige Alignment kategorier. Kæmperne inddeler sig som race i to hovedgrupper: de ægte kæmper, og de såkaldte giantkin, herunder firbolg, verbeeg, fomorian, voadkyn og ogre. De taler alle det ældgamle sprog Jotun, som både dværgesprog og Common nedstammer fra, men i forskellig dialekt. De ægte kæmper nedstammer direkte fra guden Annam og hans sønner, og kunne tidligere blive tusinde år gamle eller mere, mens kæmper i dag typisk har en naturlig livslængde på 300 til 400 år.

### Lizardfolk
Øglefolk (lizardfolk eller lizardmen) er en race af humanoide firben med øglekrop som lever og jager i sumpområder. De har tre til fire fod lange, muskuløse haler, men går oprejst på to ben og bliver op til 6-7 fod høje. Kroppen er dækket af skæl i mørkegrønne til grå-brune nuancer og skællene giver dem en naturlig beskyttelse. De er stærke, udholdende og gode svømmere. Lizardfolk har en glubende appetit og de styres i høj grad af deres sult efter kød. Menneskekød har de en forkærlighed for, men de spiser til tider også deres egne i kannibalistiske begravelsesritualer.

### Ogre
Ogrer (Ogres) er klassiske D&D monstre. De er massive humanoider med meget muskuløse kroppe, store hoveder og en glubende appetit. Deres favoritret skulle efter sigende være menneskebørn. Ogrer hører egentligt til kæmperne, som race betragtet, men opfattes som en art bastarder, da de ikke nedstammer direkte fra kæmpernes skaber Annam. En typisk velvoksen ogre er godt 3 meter høj og vejer omkring 300 kg, enkelte kan dog veje op mod et halvt ton. Huden er tyk, med en bleggul til brun farve, og befængt med mørke vorter. Ogrer er ikke så kloge, de er temmelig dyriske i deres adfærd, med et hidsigt temperament og hyppige raserianfald. De er dovne af natur og hverken kan eller vil konstruere ting eller planlægge længere frem i tiden. De tager og stjæler uden videre det de vil have og det lader til at det eneste ogrer har respekt for er rå styrke. I deres naturlige tilstand, slår ogrer sig ned i huler i øde vilde egne. Her lever de yderst primitivt i mindre grupper og går indimellem på jagt eller plyndrer hvis muligheden byder sig. De eneste remedier som ogrer skaber selv, er simple skindklæder og smykker af knogler og kranier fra deres bytte og ofre. De omgås gerne orker, gobliner og trolde, og kæmper har de en naturlig respekt for. Dværge, halflinger og elvere har de derimod et særligt instinktivt had imod. Hvor forfærdeligt det end lyder, så kan ogrer få børn med mennesker (og orker og goblinoider) og disse halv-ogrer kendes som ogrillon. Ogrer arbejder ofte som lejesoldater, på den måde kan de nemmere plyndre og skaffe ting de gerne vil have. I kamp foretrækker de bagholdsangreb og at stole på styrken i antal, men ogrer er ikke særligt strategiske eller udspekulerede og evner sjældent at koordinere taktiske formationer.
Der findes også nogle sjældne blå ogrer med en højere intelligens og magiske evner, kaldet Ogre Magi (ental: Ogre Mage). De har små horn i panden og deres klør og tænder er helt sorte. Ogre Magi er farlige uhyrer som forskanser sig i befæstede huler under jorden, hvor de samler skatte og værdifulde genstande. En Ogre Mage holder sig typisk fra andre af sin art, men råder ofte over nogle få slaver og samarbejder gerne med almindelige ogrer som de nemt kan dominere og lede i kamp. De kan flyve, forandre form og gøre sig usynlige.

### Ork
Orker (Orc) er en race af humanoide væsner. Orker kan få afkom med en del andre humanoider, heriblandt mennesker.
Alle orker lever i krigeriske stammer, hvor plyndring og aggression er helt centralt; det er dét de lever af og dét som holder stammen sammen. Orkstammer har en stærk patriarkalsk struktur, med evige interne kampe og en enevældig stærk leder som regerer brutalt og tyrannisk. Ork-hunner har som regel kun mulighed for at opnå en respektindgydende position i stammen som præster eller druider. Orker holder tit slaver, gerne gobliner eller kobolder, men også orker fra andre stammer. Dværge og elvere har alle orker et indædt, instinktivt had til og vil forsøge at dræbe dem hvis muligt. Orkernes stammer fører en evig krig imod hinanden og den civiliserede verden, som de mener har stjålet al land og alle ting fra orkerne.

### Sahuagin
Sahuagin, også kendt som havets djævle, er en farlig havlevende, øglelignende race som lever og jager langs kysterne. De foretrækker varmt vand og findes kun sjældent hvor temperaturen er under 15 grader. Sahuagin er humanoide væsner med to muskuløse arme og ben, men med kraftige haler og en krop som er dækket af hårde mørkegrønne skæl og sorte finner. De har skarpe tænder og klør med svømmehud mellem tæer og fingre. Sahuagin er tilpasset livet i havets salte vande - ferskvand er giftigt for dem - og de trækker vejret ved hjælp af gæller. De kan dog godt fungere på land så længe gællerne holdes våde, men det er bestemt ikke deres element; sanserne er forringet og de udmattes hurtigt, så ophold på land mere end en enkelt aften eller nat er sjældent. Deres store stirrende øjne er følsomme overfor skarpt lys, så de ses kun sjældent over vandet om dagen.
Sahuagin fødes som æg, men er allerede efter et halvt år voksne, godt 6 fod høje med en vægt omkring 90 kg. De vokser gennem hele livet (dog med lav hast) og kan blive mere end 600 år gamle, men langt de fleste Sahuagin dør en voldelig død længe inden. De lever i stærkt hierarkiske, patriarkalske samfund og bor i huler og primitive byer på havets bund. Herfra drager de omkring på jagt eller plyndringer og forsøger at holde kontrol over deres stammes territorium, hvilket især går ud på at bekæmpe hav elvere som er Sahuagin's ærkefjender. Til jagt og kamp, benytter de sig tit af treforker og net til at fange og dræbe bytte og fjender. I nærkamp, kan deres klør og bid dog også være farlige våben. Udover basalt udstyr, bærer Sahuagin stort set kun lændeklæder på deres strømlinede kroppe, på den måde kan de bevæge sig frit og adrætte gennem vandet uden fare for at hænge fast i noget. Dog ynder de at pynte sig med smykker lavet af perler, skaller og koraller og jo højere status des flere eller flottere smykker. Ordet Sahuagin, betyder noget i retning af "utrættelig jæger" og fysisk styrke og præstationer værdsættes højt i deres samfund, mens der ses ned på svaghed med foragt. Stammerne ledes af enevældige konger, men med flere hierarkiske niveauer, og det kvindelige præsteskab nyder også meget stor respekt på grund af den forbindelse præstinderne har til Sekolah, Sahuagin's vigtige djævlegud.
Sahuagin har en besynderlig høj racemæssig etik. De strides ikke spontant med hinanden over konflikter, men har en utrolig evne til at tøjle vrede og aggression overfor andre Sahuagin indtil en passende lejlighed byder sig. Konflikter løses via tilrettelagte udfordringer og drabelige dueller, eller også afgøres de af Sahuagin med en højere samfundsstatus end de stridende parter. I tilgift til deres styrke, skarpe sanser og imponerende tilpasning til livet under havets overflade, er Sahuagin også begavet med en betydelig intelligens og god hukommelse, og overgår også på dette område de menneskelignende racer. På trods af deres evne til abstrakt tænkning, er det dog deres sansninger, fornemmelser, intuition og konkrete oplevelser som Sahuagin beror sig allermest på. Endda så meget, at de kun anser noget for sandt, eller korrekt opfattet, hvis de selv har oplevet det, eller en anden Sahuagin beretter om det. Med sådan en overdreven selvfølelse, kan det heller ikke undre at Sahuagin betragter sig selv som sandhedsorakler og verdens eneste retmæssige herskere. Sahuagin opfatter verden som stabil, overskuelig og ikke mindst lovmæssig, og de foragter alt som måtte udfordre dette verdenssyn, herunder magi og dem som bruger magi. Den magi som deres egne præstinder trækker fra Sekolah er dog i Sahuagin's øjne hellig, og som sådan noget man må acceptere, selvom den kan udfordre deres forståelse.
I de områder hvor Sahuagin holder til, frygter man deres angreb på skibe og natlige plyndringer langs kysterne, men Sahuagin's liv under havet er stort set ukendt. Der berettes dog om store Sahuagin med fire arme og nogle sjældne Sahuagin som ligner hav elvere, de såkaldte malenti. Og så siges det at Sahuagin har et særligt forhold til hajer.
Sahuagin er klassiske D&D monstre og har fulgt spillet helt tilbage fra Blackmoor først i 1970'erne. De har ændret sig lidt fra version til version; i nogle udgaver af D&D har de mere fiskelignende træk, og i D&D 4e var de chaotic evil (i alle andre udgaver er Sahuagin lawful evil). Sahuagin indgår i flere kendte scenarier, især flere scenarier i og omkring Saltmarsh i Greyhawk universet; fra "The Sinister Secret of Saltmarsh" (1982) til "Ghosts of Saltmarsh " (2019).

### Trold
Trolde (Trolls) er kæmpestore hæslige humanoider, frygtet af mange og med god grund. Fuldt udvoksede er de knapt tre meter høje og vejer henved 250 kg, men kan virke mindre, da de humper afsted foroverbøjede og duknakkede, med deres lange arme slæbende henad jorden. Trolde kan se klodsede ud når de bevæger sig, men er meget adrætte med en overmenneskelig styrke. Hunnerne er lidt større og stærkere end hannerne. Trolde har en tyk grønlig gummiagtig hud befængt med vorter og gevækster, og både kløerne og tænderne er lange og skarpe. Deres grove hår er typisk jerngrå eller grønsorte. De har en glubende appetit med særlig smag for kød og humanoider. Som ogrer, er trolde ret dumme, men de har stærke instinkter og skarpe sanser. De ved godt hvor meget andre frygter dem og udnytter det tit til at skræmme og gå efter de svageste som nemme ofre. Det er ikke så svært at snyde en trold, men opdager de at de er blevet bedraget, bliver de rasende og er ikke sene til at angribe med et frådende raseri. Troldes frygtløshed skyldes muligvis deres manglende intelligens, men de besidder også en sjælden evne; evnen til at regenerere. Deres sår heler hurtigt og afhuggede lemmer kan gro ud igen, nogle gange endda leve videre og angribe uafhængigt af kroppen de sad på. Denne medfødte egenskab, bevirker også at trolde nemt muterer; de kan i visse tilfælde antage vage træk fra dem de har spist.
I deres naturlige tilstand, lever trolde på mange måder som ogrer og hill giants. De indretter sig yderst primitivt i huler på øde steder og får det meste af deres tid til at gå med at jage og stille deres sult. De er meget sejlivede og tilpasningsdygtige og kan leve i alle mulige miljøer. De har dog en naturlig frygt for ild, som er noget af det eneste der virkeligt kan skade dem, og derfor foretrækker en del trolde at bo i fugtige og sumpede områder. Trolde kan tale kæmpernes sprog, men andre kæmper, undtagen ogrene, betragter trolde som dumme bastarder og behandler dem med foragt. Trolde lever tit som håndlangere for ogrer og andre kæmper, orker og hekse (hags), men de er svære at kontrollere.
På grund af troldes store tilpasningsevne, findes der mange underarter, hver med sine karakteristika. Bjergtrolde (mountain trolls), og fjeldtrolde (fell trolls), er betydeligt større og stærkere end trolde i almindelighed. Bjergtroldene er klart de største og helt enorme, mere end fem meter høje og med en vægt omkring 2 tons, og selv ogre og andre kæmper er tit bange for dem. Skovtrolde (forest trolls) er mindre end andre trolde, kun på størrelse med et stort menneske, men de er væsentligt mere intelligente og deres spyt er giftigt. Skovtroldene bor og jager i store skove, nogle gange i grupper på mere end tyve individer. Krigstrolde (war trolls eller battle trolls) er særligt trænede og udrustede til kamp. Med deres store våben og lange arme har de en farlig rækkevidde og slagkraft på en slagmark. Scrags er marine trolde der bor og lever under vand. Vinespeakers er troldenes shamaner; de har magiske evner og en betydelig intelligens, men er heldigvis ret sjældne. (se også trold.)

## Drager
Drager er imponerende væsner og meget magtfulde modstandere. Men der findes mange slags, der er stor forskel imellem dem, og langt fra alle drager er onde uhyrer som nyder at sprede død og ødelæggelse. Visse af dragerne er ekstremt intelligente og meget vidende, mens andre er på niveau med de menneskelignende væsner, og atter andre er helt dyriske og lever kun på instinkter. Drager med en passende intelligens taler dragesproget Draconian med hinanden. Mere intelligente drager lærer sig også at tale andre sprog. De ægte drager er som regel meget kloge væsner og de kan blive ufatteligt gamle.
De ægte drager inddeles normalt i to hovedgrupper: kromatiske drager og metalliske drager. De kromatiske drager har forskellige farver (sort, rød, blå, hvid, mv.), og er som hovedregel onde, mens de metalliske drager har metalliske skæl (bronze, kobber, sølv, guld, mv.), og som hovedregel er de gode væsner. Der findes en række andre kategorier end de to hovedgrupper, blandt andet orientalske drager og ædelstens drager, som begge er neutrale med hensyn til godt og ondt. Udover det store spænd i moralsk orientering, har de ægte drager også en stor variation i deres personlighed, også fra individ til individ indenfor hver underart. Drager er dog alle samlere af natur, nogle vil kalde dem griske, og så er de kendte for at være forfængelige og nærtagende væsner som elsker smiger.
Ægte drager lærer med alderen at mestre magi. De har store skarpe klør og et frygteligt gab med drabelige tænder som de kan angribe og forsvare sig med, men dragernes mest frygtede våben er nok alligevel deres evne til at spy ild, lyn, giftig gas med mere. Dette såkaldte Breath Weapon, varierer fra drageart til drageart; røde drager kan spy ild, sorte drager syre, og hvide drager en isnende kulde som fryser alt til is, eksempelvis. Mange drager kan skifte form og de mere intelligente af dem bevæger sig indimellem blandt civilisationen i menneskelig skikkelse. På den måde kan de have stor indflydelse på verdens gang.
Til de uægte drager (også kaldet Lesser Dragons), hører grupperne Wyverns, Landwyrms og Dragonets. Wyverns minder af udseende meget om de ægte drager, men de er som umælende dyr, har kun ét sæt klør og ingen magiske evner eller Breath Weapon. Derimod kan de stikke med en giftig brod fra deres lange hale og de er temmelig aggressive væsner. Landwyrms er vingeløse drager. De har heller ingen magiske evner eller Breath Weapon, men de er snu, deres intelligens er på niveau med menneskers (med en vis variation), og så kan de tale. De fleste Landwyrms er onde, med Forest Landwyrms som én af de få undtagelser. Dragonets er en fællesbetegnelse for alle små drager, heriblandt Pseudodragons, Faerie dragons og alle Drakes. Drakes findes i mange variationer og er en slags mini-udgaver af de ægte drager. De undgår som regel menneskelignende væsner og fungerer ofte som vagter for de ægte drager. Andre uægte drager er Dracolisk, Dragonnel, Dracotaur, Ssvaklor og Dragon Turtles.

## Monstre, uhyrer og fabeldyr
Listen over monstre, uhyrer og fabeldyr til dungeons & Dragons er meget, meget lang, med flere hundrede forskellige slags. Mange af dem er meget sjældne og optræder kun i ganske få eventyr, mens andre er mere almindelige og nogle som bruges hyppigt. Her er et lille udvalg, med eksempler på de mest almindelige og enkelte af de sjældne men legendariske D&D monstre.

### Beholder
Beholder, kan måske bedst oversættes som "Betragter" på dansk, og det er ikke helt galt, da disse frygtelige monstre består af en svævende kugle af øjne der kan se i alle retninger. Øjnene kan udsende magiske stråler der kan få folk til at falde i søvn (sleep), forvandle dem til sten (petrify) eller indgyde frygt (fear). De er lawful evil og meget farlige, men heldigvis yderst sjældne. Beholders foretrækker at leve alene i underjordiske grotter, men på trods af det, kontrollerer nogle af de mest intelligente af dem hele riger af ondskab. De bizarre Beholders er ikoniske monstre for D&D. De har skiftet en smule karakter igennem spillets historie og der findes flere slags.
Det er en Beholder som pryder forsiden på "Monster Manual" til D&D 5e. Xanathar er en legendarisk Beholder fra Forgotten Realms universet.

### Black pudding
Black Puddings er store sorte klumper af celler som ved hjælp af syre nedbryder og opløser organisk materiale, såsom træ, kød og plantevækst, men også metal. De har konsistens som tjære-agtig klæbrig budding og bevæger sig langsomt omkring i søgen efter ny næring. Black Puddings lever i mørke, som regel i huler under jorden, og har ingen bevidsthed, men de kan opfatte varme som tiltrækker dem. Black Puddings kan være svære at slippe af med eller dræbe, men de bevæger sig heldigvis ikke så hurtigt.
Black Puddings tilhører en kategori af monstre kaldet ooze og der findes flere varianter, blandt andet Gray Ooze, Ochre Jelly og Gelatinous Cube.

### Drider
Driders er mørk elvere med en underkrop som en kæmpe-edderkop. Mange driders er drow elvere som ved en forbandelse er blevet straffet af edderkoppe-gudinden Lolth. De er uhyggelige og ondsindede, og som drow elvere er driders chaotic evil af natur. Driders må suge blod fra levende væsner for at stille deres sult og de har et giftigt bid. Mange driders har dog også våben som sværd og bue at angribe med og de er ligeså intelligente og med de samme evner som drow elvere. Det betyder at mange af dem kan bruge magi. Driders lever fortrinsvist dybt under jorden, hvor de kan undgå solens lys. De findes som regel i udkanten af drow elvernes samfund, hvor de lever og jager i selskab med andre edderkopper, store og små.
Driders har fulgt D&D siden 1980, hvor de blev introduceret i eventyret "Queen of the Demonweb Pits", og de har siden optrådt i mange andre spilmoduler og computerspil. Driders findes i de fleste spilverdener knyttet til D&D, men kan have forskellige egenskaber og historie. I spilverdenen Eberron eksempelvis, er driders ikke knyttet til drows, men en selvstændig race, og de kan også findes i mørke skove.

### Elementals
Elementals er manifestationer fra de fire elementar-planer for jord, ild, vand og luft. De kan hver især påkaldes med diverse former for magi, men de bryder sig ikke om det, så det kræver en intens koncentration og kontrol at fastholde dem. Så længe kontrollen bevares kan elementals beordres til forskellige opgaver, men brydes den, vil de som regel angribe dem der har påkaldt dem, og bagefter vende tilbage til det elementar-plan de kom fra. Elementals er ikke særligt intelligente, men de har imponerende kræfter knyttet til det elementar-plan som de stammer fra. De består hver især af jord, ild, vand eller luft og kan antage hvilken form det skal være. De bevæger sig igennem deres element med lethed og de kan kun skades med magiske våben.
Nogle troldmænd og lærde, mestrer kunsten at skabe en Golem. I en golem er en gnist af ånd og kraft fra elementar-planet for jord fanget permanent i en kunstig krop skabt af ler, sten, metal eller kød. Golems er bevidstløse skabninger, men kan sættes til simple opgaver.
Der findes mange forskellige væsner på elementar-planerne, og nogle af dem bevæger sig en gang imellem til virkelighedens verden, eller kan påkaldes med magi. Pech og Sandlings er væsner fra elementar-planet for jord, men findes nogle gange i miner og huler dybt under jordens overflade. Salamanders og Fire Snakes lever på elementar-planet for ild, men kommer en sjælden gang imellem til virkelighedens verden af ukendte årsager, måske påkaldt med ond magi. Nereider og Water Weirds er væsner fra elementar-planet for vand, men kan indimellem mødes i virkelighedens verden, hvor nereider ynder at lede sømænd og skibe på afveje. Sylfider (sylphs) og Aerial Servants er væsner fra elementar-planet for luft, men sylfider kommer nogle gange til virkelighedens verden for at socialisere med dryader og nymfer.
Mephits er små djævle-agtige væsner som lever i de områder hvor elementar-planerne mødes. Deres naturlige element er støv (jord og luft), mudder (jord og vand), magma (jord og ild), røg (ild og luft) og så videre. Mephits kydser nogle gange grænsen til virkelighedens verden og kan ved sjældne lejligheder findes dér hvor deres element er udbredt.

### Gibbering Mouther
En gibbering mouther er en stor mareridtsagtig uformelig grå masse af øjne og munde. Det er en semi-intelligent amøbeagtig livsform som kun lever for at æde, og de kan fortære kød, planter og mineraler. Gibbering mouthers bevæger sig med lethed gennem vand, mudder og kviksand, men på tør grund bevæger de sig kun langsomt afsted. På land ligger de tit helt stille med alle øjnene og mundene lukkede, og i den tilstand er de godt camouflerede; de ligner bare en sten eller klump jord. Kropsvarmen fra gibbering mouthers opvarmer naturligt grunden under dem, og de kan ændre klippens og jordens konsistens omkring sig til tung våd cement eller kviksand, som det er svært at komme fri af. Når de er sultne og angriber, begynder mundene at plapre, mumle og jamre "i munden på hinanden" så at sige. De kan spytte mange meter og når en spytklat lander, eksploderer den i et kraftigt blændende lysglimt. Gibbering mouthers er sjældne og lever som regel kun i kolde underjordiske grotter.
Gibbering mouther har ændret sig lidt fra version til version. I D&D 3.5e var deres spyt også syreholdigt, og kunne ætse, og de levede af kropsvædskerne fra intelligente væsner. 

### Kæmpe-edderkopper
Kæmpe-edderkopper (Giant spiders) er nogle af de mere almindelige uhyrer, men der findes flere slags og nogle typer er ret sjældne, f.eks. Phase Spiders. Som de fleste monstre, uhyrer og fabeldyr, lever kæmpe-edderkopper som regel i relativt øde områder og de angriber ikke medmindre de fornemmer de kan vinde kampen. De er dyriske, lever mest på instinkter og er ikke særligt intelligente. Kæmpe-edderkopper lever ofte i mindre grupper, deres bid er giftigt og hvis de er sultne eller deres net forstyrres, kan de være meget aggressive.
Der findes mange andre monstrøse kæmpe-udgaver af insekter og dyr i D&D spillet, herunder kæmpe-hvepse, kæmpe-rotter, kæmpe-slanger og kæmpe-tudser. De er som regel ligeså dyriske som de almindelige dyr de er i familie med, men kan udgøre en fare hvis de er sultne eller forstyrres.

### Kuo-toa
Kuo-Toa, eller "fiske-mænd", er humanoide væsner med klare fiske-agtige træk. De har fiskehoveder med gæller, fiskemund, og store fiskeøjne der kan bevæge sig uafhængigt af hinanden, men er amfibiske væsner, som kan trække vejret lige godt både over og under vand. Kroppen er dækket af lysegrå slimede skæl, og omgivet af en kraftig stank af fordærvet fisk. Kuo-toa er en ældgammel race, og de opfatter sig selv som de oprindelige og eneste rigtige humanoide væsner. De er onde af natur, ser ned på alle andre humanoider og ofrer dem, inklusiv mennesker, til deres frygtelige guder. I tidernes morgen var kuo-toa talrige og levede i oceanerne og langs kysterne. Men de blev, med god grund, bekæmpet indædt af de civiliserede menneskelignende racer og fortrængt fra overfladen. I dag er kuo-toa et meget sjældent syn og næsten ukendte. De lever langt fra civilisationen, i huler på havets bund eller i underjordiske floder og søer, hvor de har tilpasset sig mørket og de hårde leveforhold dér. Hvis kuo-toa mødes over jorden, er det som regel små militante grupper som leder efter nye slaver.
Kuo-toa er højt begavede og bygger samfund, hvor deres religion og tro på egen overlegenhed er helt central. De opfører templer og ledes af magtfulde præste-konger. Kuo-toa samfund er neutral evil, men deres kaotiske natur og ubehag ved disciplin trænger tit igennem og gør dem sindssyge. Kuo-toa holder mange humanoide slaver som de bruger til arbejde, mad og ofringer. Livsbetingelserne er hårde i Underdark, med mange farlige væsner, og kuo-toa har et indædt had til blandt andet mind flayers og gith. Drow elvere socialiserer og handler de gerne med, men der opstår tit mindre konflikter og tumult. Kuo-toa har et særligt forhold til de monstrøse Aboleths, som de betragter som guddommelige.
Kuo-toa blev første gang beskrevet i eventyret "Shrine of the Kuo-Toa" i 1978. Først i "Fiend Folio" (1981) blev kuo-toas karakteristika og samfund beskrevet i spilmæssige termer. De ændrer sig en smule fra version til version, i D&D 5e har de eksempelvis normal intelligens og et indædt had til drow elvere også.

### Owlbear
Owlbears, eller "Ugle-bjørne" på dansk, er ikoniske D&D monstre som har fulgt spillet siden 70'erne.

### Undead
De udøde (undeads) er en større gruppe af monstre som har det tilfælles at de er døde sjæle vakt til live, som regel med en grufuld magi. Der er mange slags udøde, nogle typer er bevidstløse skabninger, styret udelukkende af ond magi i deres gerninger, mens andre er højt begavede og selvstændigt tænkende individer, som de meget magtfulde Liches eksempelvis. Nogle udøde kan kun skades med magiske våben, da de ikke er fuldt tilstede i virkelighedens verden. Præster (clerics) har en helt særlig evne til at afvise eller destruere udøde væsner med religiøse ritualer. Nogle ondsindede præster og troldmænd kan derimod bruge disse særlige evner til at rejse de udøde fra graven.
- Lich[47]
- Ghoul
- Skeletter

### Yuan-ti
Yuan-ti er en ondsindet race af humanoide slangevæsner. Ligesom reptiler har de ingen følelser, men yuan-ti er højt begavede og som konsekvens meget beregnende og kyniske uden moralske skrupler. Der findes tre slags yuan-ti: renblod (pureblood), halvblod (halfbreed) og de afskyelige (abomination). Renblods yuan-ti ligner næsten mennesker til forveksling, hvorimod både halvblods yuan-ti og de afskyelige yuan-ti adskiller sig kraftigt og har tydelige slangetræk såsom slangehoved eller en tyk og kraftig slangebagkrop i stedet for ben.
Yuan-ti bor og lever i øde, utilgængelig sumpe og jungler i troperne. Her har de store templer hvor de tilbeder dæmoner og onde guder, og ligesom dæmonerne er yuan-ti chaotic evil og har uhyggelige, ondsindede planer for verden. Hvis en yuan-ti viser sig i de civiliserede områder, vil de med deres udseende alene straks indgyde skræk og rædsel og blive bekæmpet indædt med det samme. Renblods yuan-ti har dog tit held med at skjule deres slangetræk og kan for det mest bevæge sig frit blandt de menneskelignende racer. Derfor kan de komme langt omkring i verden og infiltrere civilisationerne for at fremme yuan-ti's skrækkelige dæmoniske planer, eller fange mennesker til ofringer. Selvom yuan-ti kan være farlige modstandere i kamp og slet ikke går af vejen for at dræbe og snigmyrde, så foretrækker de helt klart at fremme deres store megalomane planer ved brug af list, infiltration og indirekte magtanvendelse, fordi de ved at det er meget mere virksomt end rå, brutal vold.
Yuan-ti blev introduceret i eventyret "Dwellers of the Forbidden City" fra 1981 og har siden udviklet og forandret sig lidt med de forskellige versioner af D&D. I AD&D 2e kom Histachii til, som er mennesker yuan-ti har transformeret med en magisk drik (potion). Histachii er ikke meget mere intelligente end dyr og sættes til at beskytte yuan-ti's æg. I D&D 3e blev de bandlyste (anathema) beskrevet. De bandlyste yuan-ti er kæmpestore slangevæsner med to arme, som i deres tiltagende magt og ondskab er begyndt at angribe og æde sine egne, uden nogle hæmninger. De er bandlyst fra deres samfund, eller holdes fanget i underjordiske kamre. I D&D 4e blev renblods og halvblods yuan-ti udskiftet med de forbandede (malison). I D&D 5e er yuan-ti og deres samfund neutral evil og kan nu også findes i nogle afsides ørkener. Herudover kan de forbandede og afskyelige yuan-ti forandre form til slanger.

## Djævle, dæmoner og elder evils
I Dungeons & Dragons, kan djævle og dæmoner påvirke verden på samme måde som guder kan. Som guderne, er djævle og dæmoner "outsiders" som eksisterer i andre verdner og på andre planer end dér hvor spillet normalt foregår, så deres indflydelse er som regel kun indirekte, hvis det da overhovedet er en del af spillet. Modsat guder, som er vigtige for præster (clerics), er hverken djævle eller dæmoner essentielle og nødvendige for at spille Dungeons & Dragons. De har dog alligevel fulgt D&D spillet siden begyndelsen og indgår i én eller anden grad i flere officielle eventyr, herunder "Lost Caverns of Tsojcanth" (1982), "The Throne of Bloodstone" (1988) og "Out of the Abyss" (2015). Ligesom mange af guderne i D&D, er mange djævle og dæmoner opfundet særligt til spillet og har ikke nogen pendant til djævle og dæmoner i verdensreligionerne. Velkendte djævle og dæmoner fra verdensreligionerne såsom Asmodeus, Orcus, Mammon og Demogorgon er dog også med i D&D's bestiarium. Brugen af djævle og dæmoner i D&D er indimellem blevet kritiseret og har skabt debat i offentligheden, især i USA hvor D&D er mere udbredt i populærkulturen.
Djævle er lawful evil og hører hjemme i Nine Hells. Dæmoner er chaotic evil og lever i Abyss. Det afholder dem dog ikke fra at øve indflydelse og påvirke begivenhederne på andre planer i multiverset, herunder virkelighedens verden. Nogle onde skabninger tilbeder djævle eller dæmoner (eller er de blevet manipuleret og slavebundet af dem?) og de kan indimellem kanalisere djævelske eller dæmoniske kræfter ind i spilverdenen, eller måske endda hente djævelske eller dæmoniske væsner frem. Nogle D&D kampagner, såsom Planescape f.eks., er baseret på rejser mellem planerne i multiverset, og her kan rejser til djævlene og dæmonernes hjemsteder godt indgå. Djævlene og dæmonerne bekæmper hinanden indædt i en evig krig kaldet Blodskrigen (The Blood War). Den har varet siden tidernes morgen og strækker sig over de fleste planer i multiverset, men den er dog mest intens i Abyss og Nine Hells.
Elder Evils er anderledes end djævle og dæmoner, men de er som regel mindst ligeså magtfulde og farlige, hvis ikke mere, og kan gøre stor skade hvis de får mulighed for at erobre terræn. De er ældgamle onde skabninger der som regel er blevet glemt af verden, men som stadig eksisterer ét eller andet sted i multiverset og påvirker spillet i forskellig grad. Eksempler på elder evils er, Atropus der har som mål at destruere og suge alt liv ud af hele multiverset, Leviathan som kan nedsænke verden i havet hvis han vågner, eller Sertrous, en ond slange-ånd som forsøger at påvirke slangevæsner fra det hinsides.